# 차른쿠프트슈치안카군

비엘코폴스카주 지도에 표시된 차른쿠프트슈치안카군의 위치

차른쿠프트슈치안카군(폴란드어: powiat czarnkowsko-trzcianecki)은 폴란드 비엘코폴스카주에 위치한 군으로 군청 소재지는 차른쿠프이며 면적은 1,808.19km2, 인구는 86,134명(2006년 기준), 인구 밀도는 48명/km2이다.
북쪽으로는 피와군, 서포모제주 바우치군, 동쪽으로는 호지에시군, 남쪽으로는 오보르니키군, 샤모투위군, 남서쪽으로는 미엥지후트군, 서쪽으로는 스트셸체드레즈덴코군과 접한다. 8개 지방 자치체(1개 도시, 3개 도시형 농촌, 4개 농촌)를 관할한다.

군기
군 문장